# Hipoventilação
Na medicina, hipoventilação ocorre quando a ventilação é inadequada para realizar a troca de gases nos pulmões.

## Hiperventilação e Hipoventilação
A ventilação alveolar (VA), é o volume de gás que alcança a porção alveolar do trato respiratório e que participa das trocas gasosas de O2 e de CO2. A ventilação alveolar vale em média, 4,5-5,0 L/min. É essencial que a ventilação alveolar esteja adequada pois ela determina a tensão alveolar de O2 e CO2.
Hiperventilação é o aumento da quantidade de ar que ventila os pulmões, devido a causas muito variadas, como p.ex. exercício físico, febre, hipóxia etc., podendo traduzir-se em hipocapnia e alcalose.
Hipoventilação ocorre quando a ventilação é inadequada para realizar a troca de gases nos pulmões.
A hipocapnia, ou seja, a hiperventilação, é o aumento da ventilação alveolar em vigência de produção constante de CO2 resulta numa diminuição da tensão alveolar de CO2 , pois o CO2 é eliminado dos pulmões pela ventilação aumentada, a diminuição de tensão de CO2 no organismo leva à alcalose respiratória, pois o CO2 é uma molécula geradora de ácido. 
A hipercapnia é uma ventilação alveolar inadequada para o nível metabólico, ou seja, hipoventilação, que resulta em elevação da tensão alveolar de CO2; quando ela excede o valor de 45 mmHg, diz-se que existe hipercapnia.
A hipoventilação usualmente se acompanha de hipoxia e produz um estado acidótico denominado acidose respiratória.
A hipoxia ocorre quando os tecidos não recebem ou não podem utilizar o O2 em quantidade suficiente para suas atividades metabólicas normais.
Por diluir o O2 presente nos alvéolos, a hipoventilação pode diminuir a tensão alveolar de O2.

## Acidose e alcalose
Na acidose respiratória, há uma elevação da pressão de CO2, que faz cair o pH, fazendo com que o rim entre em ação, retendo o bicarbonato, fazendo com que o pH volte ao normal, ocorrendo assim a acidose respiratória compensada.
Na alcalose respiratória, há uma diminuição da pressão de CO2, fazendo com o que eleve a relação bicarbonato/CO2, resultando em um aumento do pH, para que o pH diminua novamente o rim vai aumentar a eliminação de bicarbonato.